# Ясіня (станція)
Ясіня́ — проміжна залізнична станція Івано-Франківської дирекції Львівської залізниці на неелектрифікованій лінії Делятин — Ділове між станціями Вороненко (16 км) та Рахів (27 км). Розташована в однойменному селищі Рахівського району Закарпатської області. Сусідня станція Рахів розташована поблизу державного кордону України та географічного центру Європи. Незважаючи на те, що правильна назва населеного пункту — Ясіня, станція в системах продажу квитків досі значиться як «Ясиня».
Станція є базовою для більшості туристів, які здійснюють сходження на Чорногору (Говерлу) та на Драгобрат (Близниці).

## Історія
Перший поїзд на станцію Ясіня прибув наприкінці 1894 року. Серед семи залізничних станцій на Рахівщині найбільшою була в Ясінях, де розташувалося локомотивне депо, керівництво, зали чекання для пасажирів, ресторан та житлове приміщення начальника станції, яким впродовж 20 років перед Другою світовою війною був чех Ян Сикора. Вона була однією з найбільших на Закарпатті.

## Пасажирське сполучення
На станції зупиняються:
- нічний експрес «Лесь Курбас» № 15/16 Харків — Ясіня (по непарним числам, з 11 грудня 2017)[2];
- фірмовий пасажирський поїзд «Біла акація» № 25/26 Одеса-Головна — Рахів (по парним числам). Перший рейс поїзда відбувся 16 січня 2018 року[3];
- нічний експрес № 5/6 Маріуполь — Рахів (призначений з 13 грудня 2021 року)[4] (через російське вторгнення в Україну маршрут руху поїзда тимчасово скорочений до станції Запоріжжя I);
- нічний швидкий поїзд № 55/56 Київ — Рахів (призначений з 12 грудня 2021 року через Тернопіль, Львів);
- нічний швидкий поїзд № 57/58 Київ — Ворохта (щоденно, через Вінницю, Хмельницький, Тернопіль, Чортків, Заліщики, Коломию, призначений з 12 грудня 2021 року замість фірмового пасажирського поїзда «Гуцульщина» № 357/358 Київ — Рахів);
- нічний швидкий поїзд № 95/96 Київ — Рахів (призначений з 12 грудня 2021 року через Звягель, Львів);
- нічний швидкий поїзд № 125/126 Миколаїв — Рахів (до 11 грудня 2021 року курсував під № 133/134);
- приміські поїзди Рахів — Івано-Франківськ (щоденно).

Під час підвищеного попиту, за вказівкою, призначається додатковий поїзд № 217/218 Київ-Пасажирський — Рахів іншим маршрутом через станції Шепетівка, Львів, Івано-Франківськ.
25 грудня 2021 року «Укрзалізниця» призначила регіональний поїзд «Буковельський експрес» сполученням Львів — Ясіня до найвідоміших туристичних місць Українських Карпат, який став четвертим новим маршрутом, що призначений у 2021 році. Обслуговує цей маршрут сучасний дизель-поїзд ДПКр-3 виробництва Крюківського вагонобудівного заводу. Поїзд зручний для тих, хто подорожує зі Львова та Івано-Франківська до курортів Українських Карпат. На маршруті руху здійснює зупинки на станціях Івано-Франківськ, Яремче, Микуличин, Татарів, Ворохта. Поїзд має сучасні елементи інтер'єру та екстер'єру, а також пристосований для перевезення маломобільних верств населення.

## Подія
25 грудня 2021 року, через падіння дерева на колію на ділянці Ясіня — Рахів, що призвело до сходження локомотива та пошкодження полотна, відбулася затримка низки поїздів рахівського напрямку:
- № 55 Київ — Рахів (затримка склала 3 год. 30 хв. на перегоні до Рахова);
- № 26 Одеса — Рахів (затримка склала 2 год. 5 хв. по станції Ясіня);
- № 95 Київ — Рахів (затримка склала 40 хв. по станції Ворохта);
- № 15 Харків — Рахів (відправився із затримкою на 43 хв. з Івано-Франківська).

Пасажирів, які прямували до Рахова та Квасів, доставили автобусами Львівської залізниці від станції Ясіня.